# راکت‌انداز چندگانه

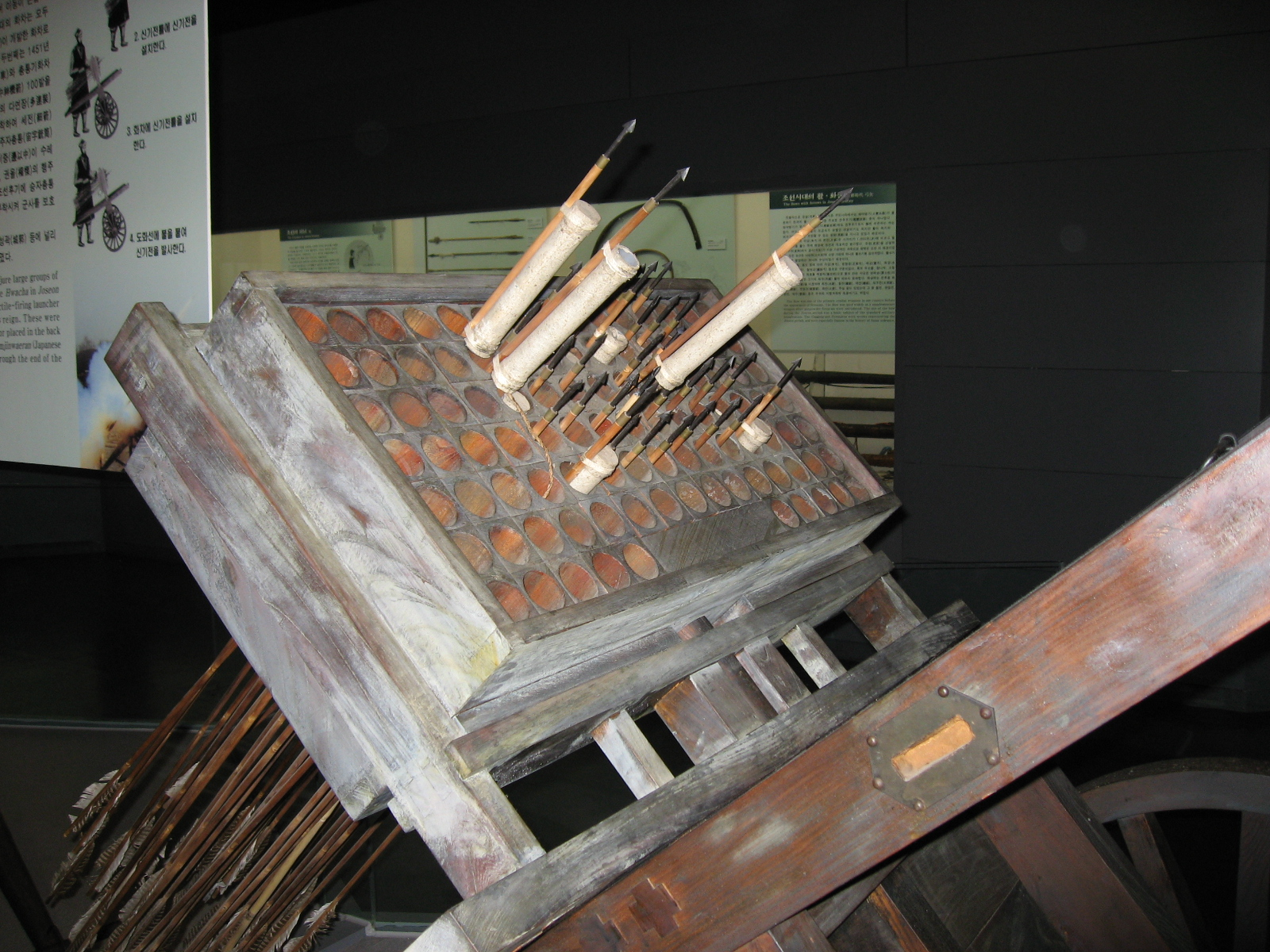
راکت‌انداز چندگانه هواچا (طراحی شده در ۱۴۰۹ میلادی) در موزه

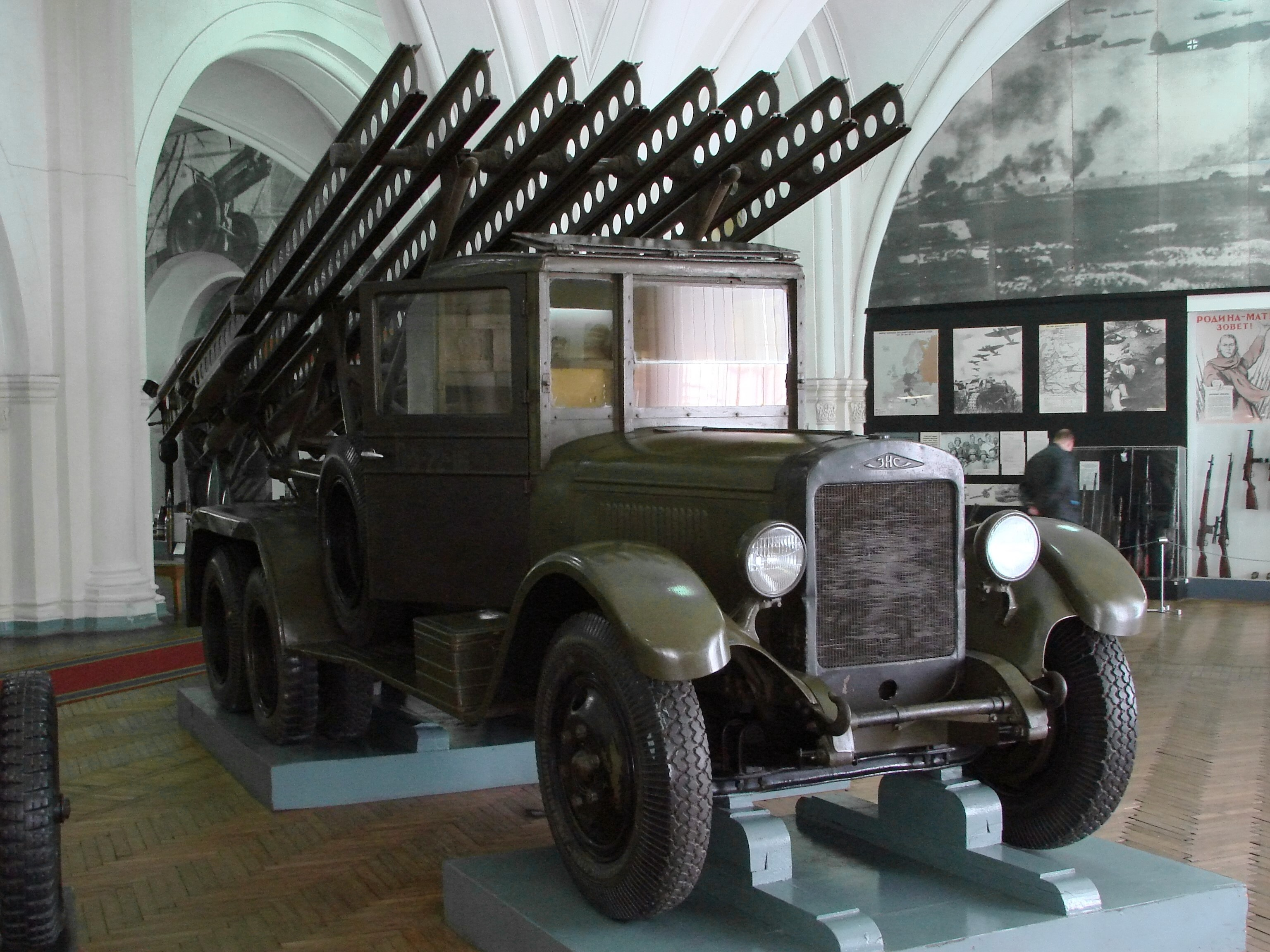
BM-13 کاتیوشا (در خدمت از ۱۹۳۹)

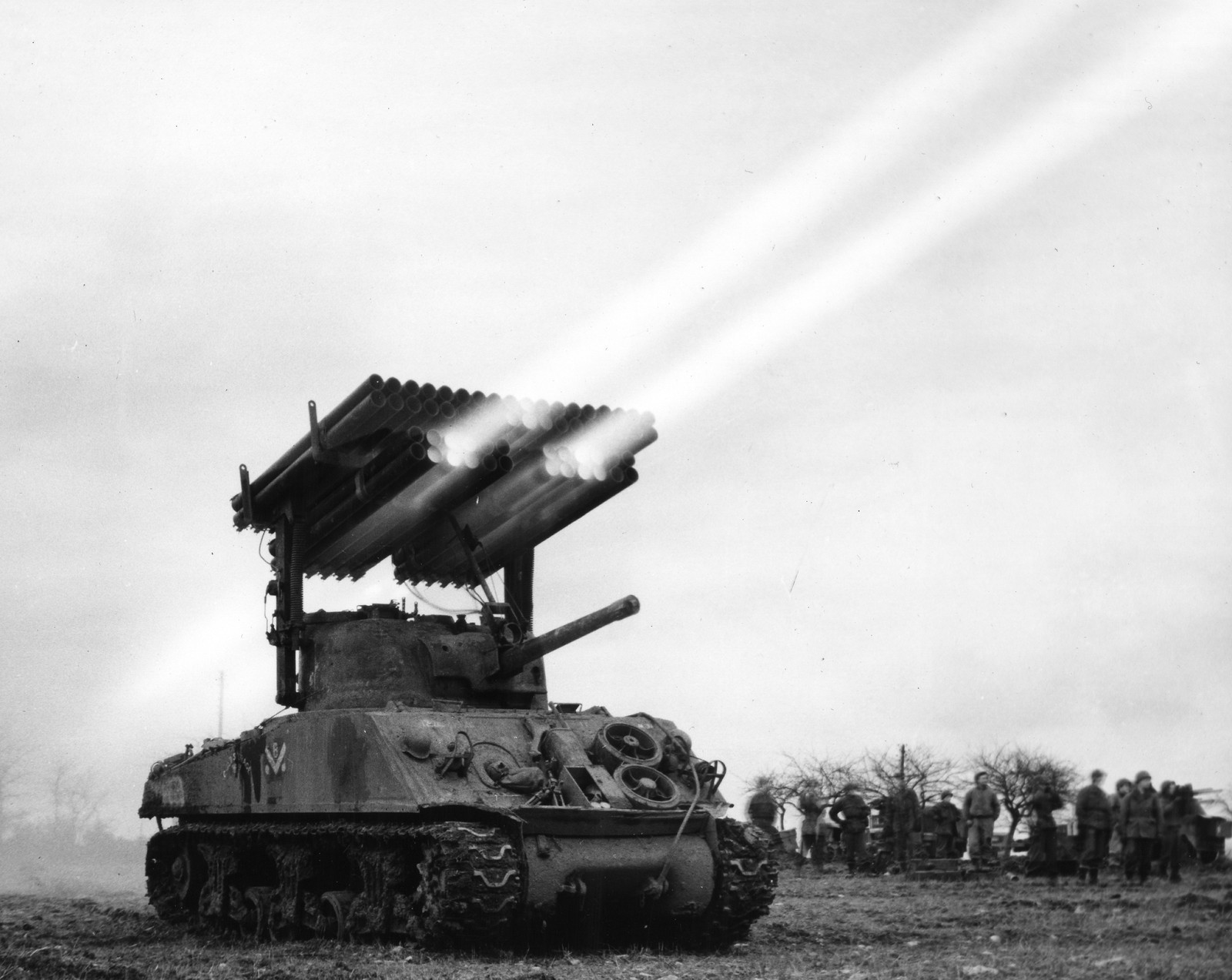
T34 Calliope آمریکایی (طراحی شده در سال ۱۹۴۳) در حال شلیک

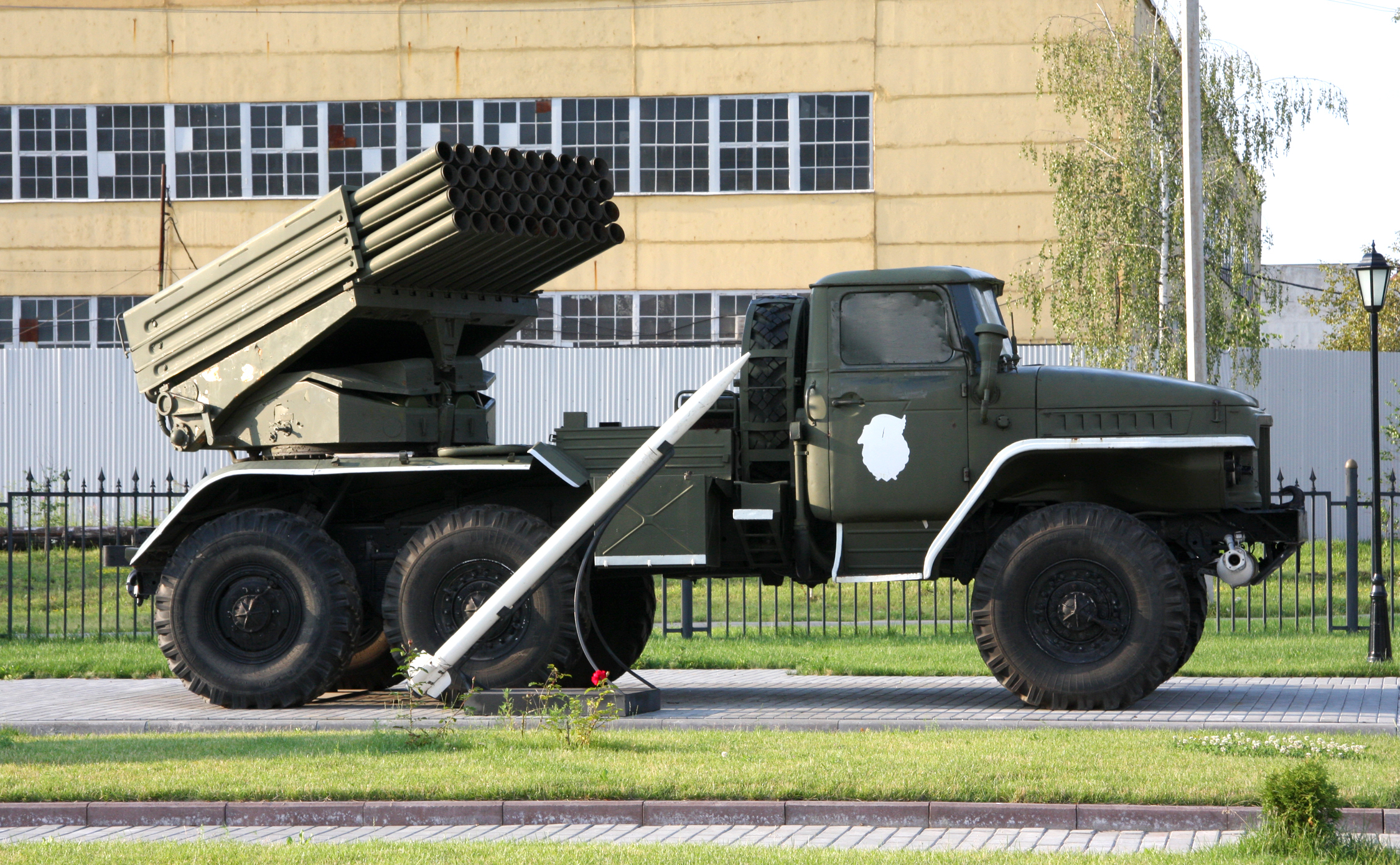
یادمان سیستم پرتاب موشک ب‌ام-۲۱ گراد ۱۲۲ میلی‌متری در شهر تول

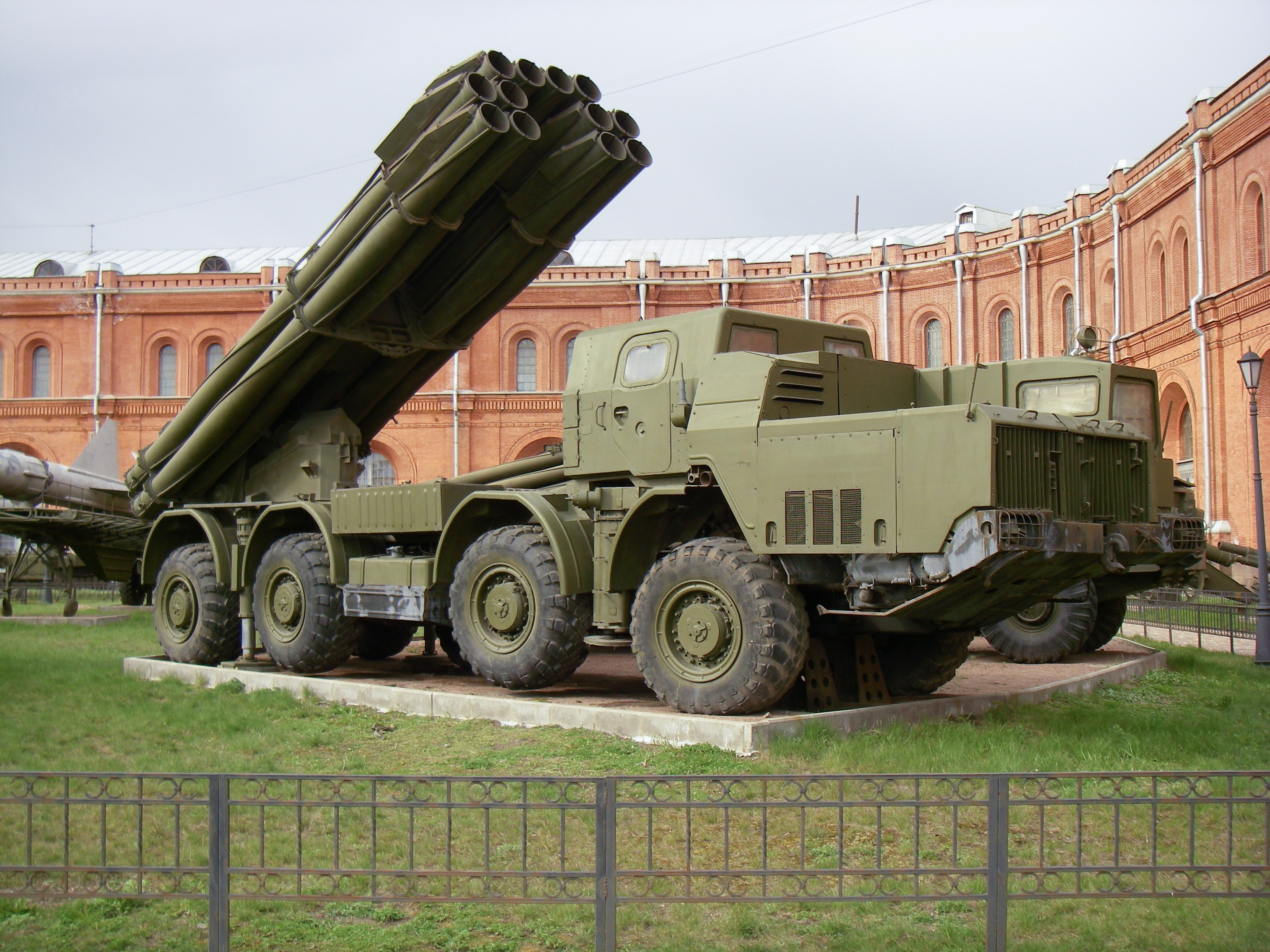
راکت‌انداز BM-30 Smerch ۳۰۰ میلی‌متری (موزه توپخانه سن پترزبورگ)

پرتابگر راکت چندگانه یا راکت‌انداز چندگانه (MRL) نوعی توپخانه راکتی است که شامل چند راکت‌انداز است که بر روی یک سکوی تسلیحات مونتاژ شده‌اند و راکت‌های خود را به شیوه‌ای شبیه تفنگ‌های رگباری شلیک می‌کنند. این سلاح‌ها قابلیت‌های متفاوتی نسبت به توپخانه‌های معمول دارند، دارای برد مؤثر بیشتر، بارگذاری سریع‌تر و لگد کمتر هستند.

## در جنگ جهانی دوم
نخستین و مشهورترین پرتاب‌گر راکت چندگانه خودکششی، بدون شک، کاتیوشا ساخت شوروی بود. این سلاح، نخستین بار در جنگ جهانی دوم استفاده شد و پس از آن نیز به متحدان شوروی صادر شد. این سلاح‌ها دارای عملکرد ساده‌ای بودند که در آن‌ها چند پرتاب‌کننده در پشت یک کامیون نصب شده بود. آمریکایی‌ها نیز با نصب تعدادی پرتاب‌گر لوله‌ای بر روی تانک‌های ام۴ شرمن، آن‌ها را به تعداد اندکی تانک موشک‌انداز تبدیل کرده و نام این سلاح را T34 Calliope نامیدند. آلمانی‌ها نیز در طول این جنگ، سلاح نبلورفر ۴۱ ۱۵ سانتی‌متری را ساخته و استفاده کردند.

## انواع
دو نوع اصلی پرتاب‌کننده راکت چندگانه وجود دارد:
1. دارای لوله‌هایی که معمولاً از فولاد ساخته می‌شوند و قابل جدا شدن از پرتاب‌کننده نیستند اما امکان بارگیری مجدد در میدان جنگ دارند. این انواع، برای استفاده در میدان جنگ راحت‌تر هستند زیرا نیازی به ابزار خاصی برای بارگذاری مجدد ماژول‌ها و آزمایش آن‌ها قبل از استفاده، مانند انواع جدید ندارند.
2. با لوله‌ها و تجهیزاتی که می‌توانند از پرتاب‌کننده برداشته شده و سریعاً بسته به نیاز در هر موقعیت با سایر انواع راکت و با کالیبرهای متفاوت، جایگزین شوند. این نوع پرتابگرها، سلاح‌های مدرن‌تری هستند و لزوماً تنها به یک نوع راکت محدود نمی‌شوند و گزینه‌های بیشتری را در اختیار فرماندهان میدانی قرار می‌دهند تا با استفاده از انواع مختلف راکت‌ها، با شرایط مختلف تاکتیکی مواجه شوند. قابلیت ارتقاء این نوع از پرتاب‌گرها نیز، برای استفاده از انواع مختلف راکت، آسان‌تر است.[۱]

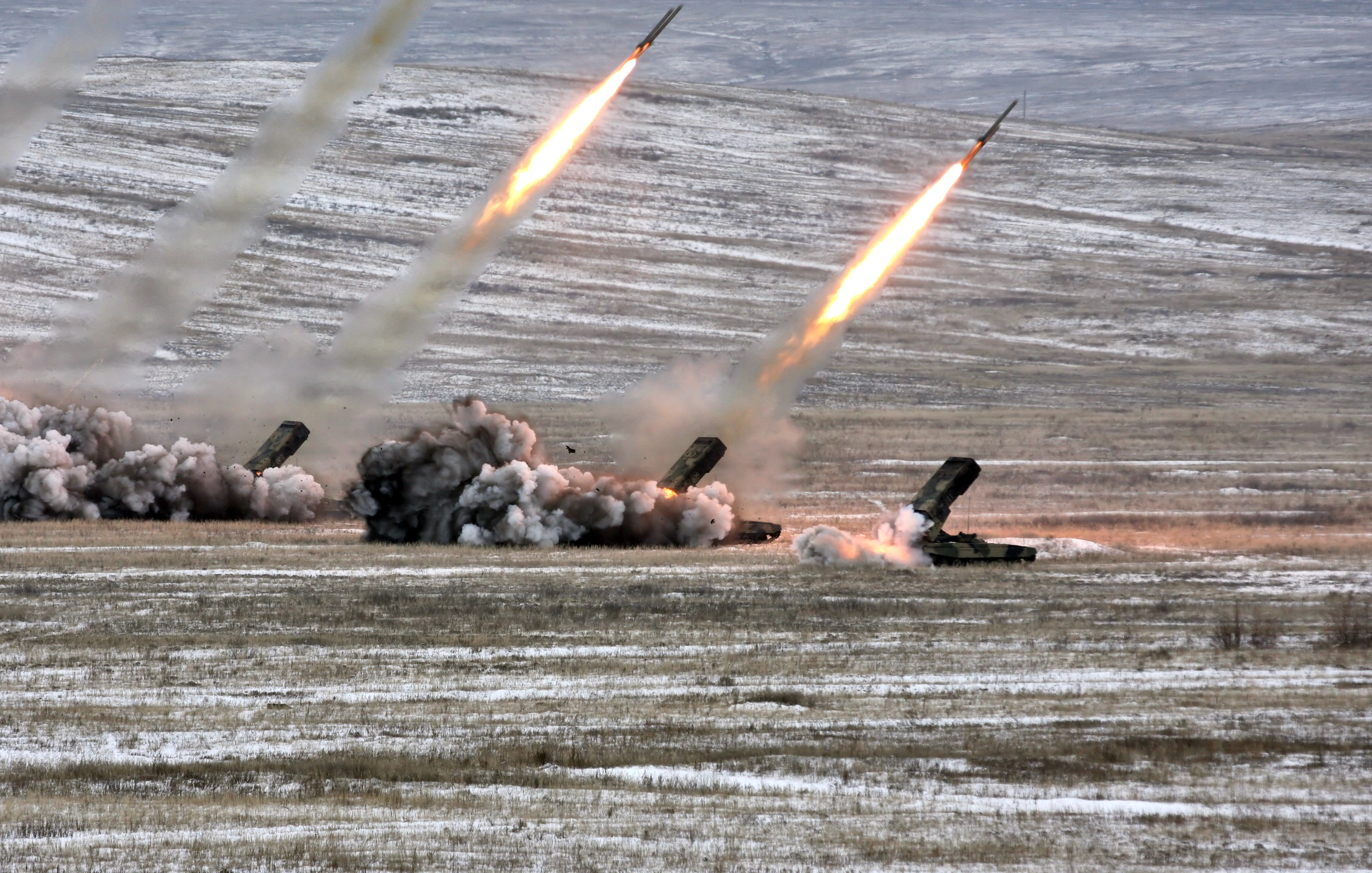
پرتاب‌گر TOS-1A در حال شلیک